# Список номинантов на премию «Большая книга» 2018 года
Список номинантов на премию «Большая книга», попавших в длинный список (лонг-лист) премии «Большая книга» в сезоне 2017—2018 года.
Список представлен в следующем виде — Победители, Список финалистов (кроме Победителей), Длинный список (кроме Победителей и Списка финалистов). Для каждого номинанта указано название произведения, а для рукописей — их авторы (по возможности).

## Победители
1. Мария Степанова — «Памяти памяти», Первое место
2. Александр Архангельский (Рукопись № 107) — «Бюро проверки», Второе место
3. Дмитрий Быков — «Июнь», Третье место, Приз читательских симпатий (первое место)
4. Людмила Петрушевская — Специальная премия «За вклад в литературу»
5. Евгения Лисицина (г. Нижний Новгород, автор литературного Telegram-канала «greenlampbooks» [2]) — Премия «_Литблог» [3]

## Список финалистов
1. Алексей Винокуров — «Люди черного дракона»
2. Евгений Гришковец (Рукопись № 213) — «Театр отчаяния. Отчаянный театр»
3. Олег Ермаков — «Радуга и Вереск», Приз читательских симпатий (третье место)
4. Ольга Славникова — «Прыжок в длину»
5. Андрей Филимонов — «Рецепты сотворения мира», Приз читательских симпатий (второе место)

## Длинный список
1. Мария Ануфриева — «Доктор Х и его дети»
2. Владимир Аристов — «Mater stadiorum»
3. Павел Басинский — «Посмотрите на меня. Тайная история Лизы Дьяконовой»
4. Дарья Бобылева — «Вьюрки»
5. Юрий Буйда — «Пятое царство»
6. Ксения Букша — «Рамка»
7. Яна Вагнер — «Кто не спрятался»
8. Сана Валиулина — «Не боюсь Синей Бороды»
9. Алексей Варламов — «Душа моя Павел»
10. Марина Вишневецкая — «Вечная жизнь Лизы К.»
11. Игорь Вишневецкий — «Неизбирательное сродство. Роман из 1835 года»
12. Андрей Геласимов — «Роза ветров»
13. Дмитрий Глуховский — «Текст»
14. Наталья Громова — «Ольга Берггольц: смерти не было и нет. Опыт прочтения судьбы»
15. Юлия Гурина — «Мы же взрослые люди»
16. Владимир Данихнов — «Тварь размером с колесо обозрения»
17. Владимир Козлов — «Рассекающий поле»
18. Алексей Коровашко — «Михаил Бахтин»
19. Марина Кудимова — «Бустрофедон»
20. Сергей Кузнецов — «Учитель Дымов»
21. Сергей Лебедев — «Гусь Фиц»
22. Алексей Макушинский — «Остановленный мир»
23. Борис Минаев — «Ковбой Мальборо, или Девушки 80-х»
24. Алексей Молчанов — «Повести «Газетчик» и «Коммунист»
25. Марина Москвина — «Крио»
26. Сергей Носов — «Построение квадрата на шестом уроке»
27. Виктор Пелевин — «iPhuck 10»
28. Людмила Петрушевская — «Нас украли. История преступлений»
29. Антон Понизовский — «Принц инкогнито»
30. Константин Семёнов — «Звали его Эвил»
31. Глеб Смирнов — «Метафизика Венеции»
32. Сергей Шаргунов — «Свои»
33. Инна Шульженко — «Вечность во временное пользование»